# Делюн-Болдок
50°31′0″ пн. ш. 115°2′0″ сх. д. / 50.51667° пн. ш. 115.03333° сх. д.

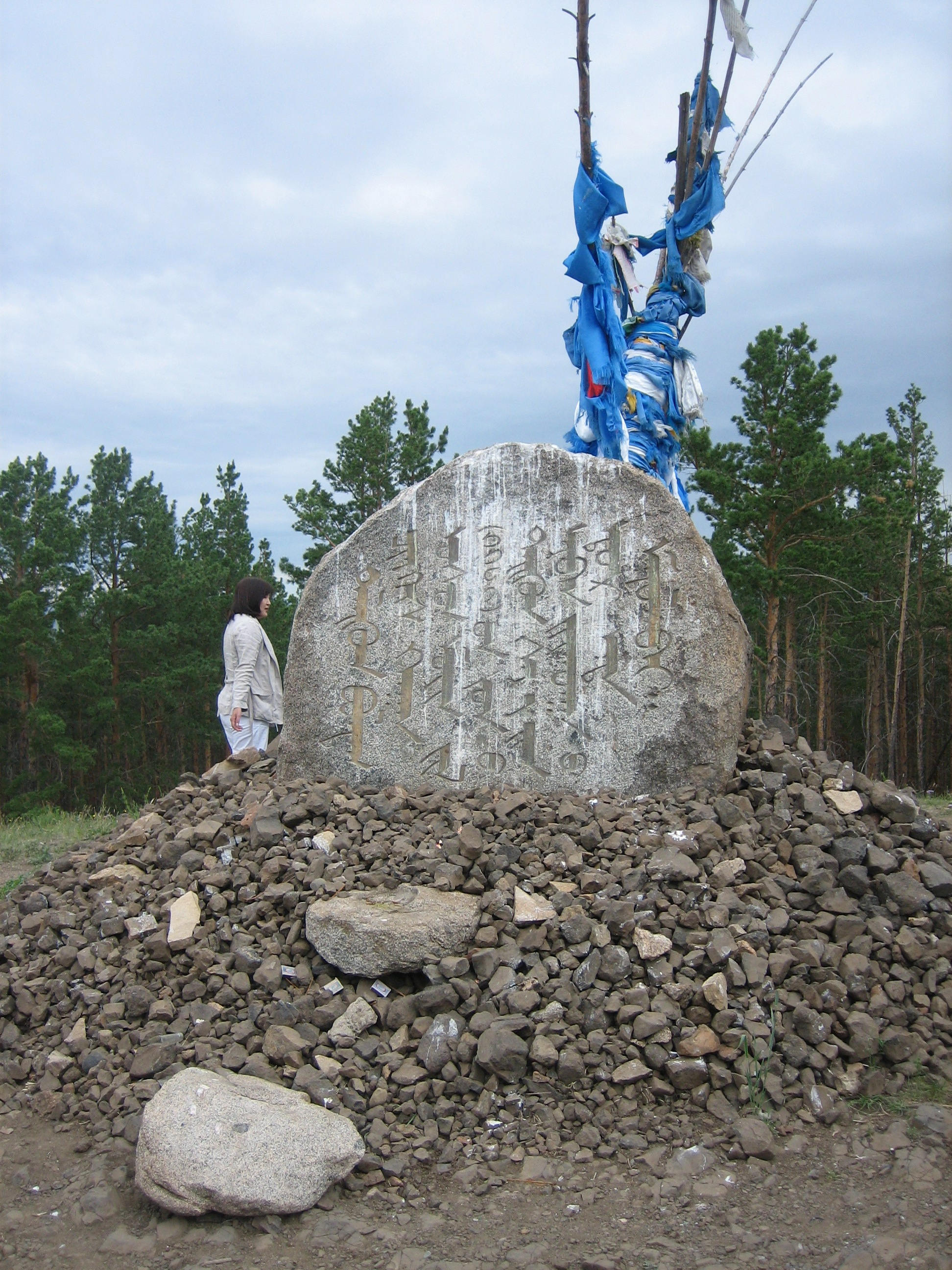
Знак на місці, де ймовірно народився Чингісхан

Делюн-Болдок (монг. Дэлүүн Болдог, букв. «селезінка-пагорб») — долина в Монголії та Росії.

## Географія
Урочище Делюн-Болдок простягається з півдня на північ, від межиріччя Селенги й Онону, через сомон Дадал аймаку Хентій на територію Забайкальського краю.

## Історія
За книгою «Таємна історія монголів», Делюн-Болдок вважається місцем, де 1162-го року народився Чингісхан.